# 硬碟壞軌
所謂硬碟壞軌是指硬碟上回報錯誤且無法順利存取的一個小區域，其大小為512位元組。新的壞軌（也叫壞扇區）經常是由於某些類型的實體損壞而造成的。若某個文檔或資料夾使用這個壞軌（扇區），則表示該文檔由於位元組無法讀取而變得不完整或損毀。

## 原因
最常造成硬碟壞軌的原因:
- 硬碟原本的品質瑕疵。技术原因，现在的机械硬盘在生产时无法达到100%无坏扇区，往往会有一些物理坏轨在碟片上。厂商会将此类坏轨列入工厂坏轨表中，且完全隔离，不再使用。此类坏轨被称为工厂坏扇区。
- 個人使用習慣不良，例如碰撞、頻繁讀寫資料、不當關機、強制斷電等等都可能會使硬碟產生壞軌。
- 電壓不穩，硬碟運作時，是依靠電流使盤片高速旋轉，再用電流驅使磁頭移動到盤片上產生磁场來達到讀取及寫入資料，若是電壓不穩則會破壞盤片及磁頭運作，導致壞軌。
- 溫度過高，硬碟運作怕溫度過高，造成控制電路過熱，損害硬碟正常運作。
- 太多灰塵，電子產品最忌灰塵，硬碟也不例外，若是處在高度粉塵環境，使得些許灰塵跑進盤片，會影響到磁頭讀取及寫入盤片，造成壞軌擴散。[2]
- 音波或是超音波恐怕是硬碟殺手之一。[3]

## 分类

### 逻辑坏扇区
此类坏扇区往往是由于软件的不当读写操作导致的。一些软件的不当I/O会使扇区数据错乱，甚至危及分区表及硬碟的重要数据，导致扇区无法读写。
如强行关机，会使硬盘正在写入的数据写入至错误扇区，使扇区数据错误。
某些设计不合格的软件即使正常运行，也有可能导致逻辑坏扇区的产生。

### 物理坏扇区
此类坏扇区有两种，一种是工厂坏扇区，一种是使用过程中产生的坏扇区。
以目前的技术，硬盘生产线无法生产100%无坏扇区的硬盘。工人在搬运碟片、机器生产时的微小震动等，都会有一些瑕疵在硬盘上。这些扇区在硬盘生产出来时的低级格式化过程中就已经被隔离且永远不会被使用到，所以此类坏扇区对硬盘的品质一般没有太大影响。
如果在使用过程中硬盘受到剧烈震动，使得磁头划伤碟片，就会造成物理壞磁區，甚至造成嚴重碟片劃傷。硬盘如果是劣化情況，磁盘内的磁性功能衰减。若磁头变得不稳定，損伤到磁碟，粉尘进入硬盘体内，会导致磁碟碟面損傷，進一步产生坏磁区，严重影响磁盘性能及数据安全。

## 解决方式

### 邏輯壞軌
可用Windows作業系統內建的chkdsk修復檔案系統，硬碟還是可以繼續作使用。如果逻辑坏扇区无法直接扫描回复，可以对磁盘进行低级格式化，此举可以将硬盘上所有逻辑坏扇区修复，同时将物理坏扇区隔离起来。

### 物理壞軌
又稱作硬體壞軌，通常是磁碟片上產生物理變化，又或是磁頭無法正常讀取資料或讀取時間過長。這情況若還讀得到資料，請盡快做資料備份，避免壞軌擴散，最嚴重的損害是產生磁頭劃碰，最終無法讀取資料。

## 固态硬盘的坏扇区
对于不采取碟片+磁头来存取数据的固态硬盘，也同样有坏扇区的存在。
固态硬盘也存在逻辑坏扇区，甚至比传统硬盘出现的概率大。
固态硬盘出现物理坏扇区的概率较传统硬盘小，因为固态硬盘更能经受起震动，也不需要磁头进行读写操作，使得固态硬盘的工作更加稳定。
固态硬盘的闪存颗粒有写入寿命极限，在将数据写入颗粒中时前，会预先检查颗粒的情况，如果颗粒无法进行写入操作，则会将此颗粒标记为不可用，成为坏扇区，并不再写入数据。
均衡磨损技术使现在的固态硬盘不再容易出现坏扇区。